# Lleonci d'Antioquia
Lleonci d'Antioquia (en llatí Leontius, en grec antic Λεόντιος) fou un religiós grec del segle iv, nascut a Frígia, deixeble del màrtir Llucià. Va entrar en religió i va ser ordenat prevere.
Per evitar l'atracció que tenia per la seva jove amant Eustòlia, es va castrar ell mateix, però ni així es va escapar de les sospites i va ser deposat. Al cap d'un temps va ser tret del seu càrrec el bisbe Esteve d'Antioquia i amb el suport de l'emperador Constanci II i dels arrians va ser nomenar bisbe d'Antioquia el 348 o 349.
Va ser un dels mestres de l'heresiarca Aeci, i segons Filostorgi va discutir amb ell els llibres dels profetes, especialment Ezequiel, però després de nomenar-lo diaca el va haver de destituir per pressions del partit contrari encapçalat per Diodor i Flavià. Lleonci va morir cap a l'any 358.
Va deixar nombrosos escrits que no s'han conservat excepte un petit fragment que probablement correspon a Oratio in Passionem S. Babylae, on diu que l'emperador Filip l'Àrab i la seva dona eren cristians.